# قاطع الدورة ذو التسرب الأرضي

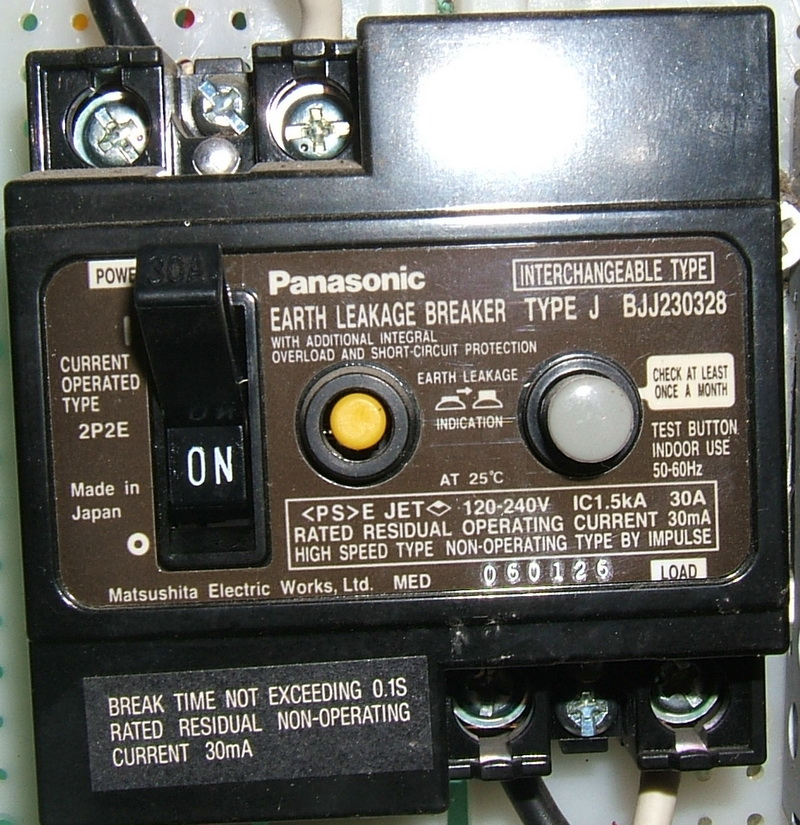

رسم تخطيطي لقاطع الدورة ذو التسرب الأرضي

قاطع الدورة ذو التسرب الأرضي هو قاطع مماثل لقاطع الدورة الاعتيادي إلا أنه يتميز بوجود جزء إضافي للحماية من تسرب الشحنة الكهربائية إلى جسم المكينة أو الجهاز ومن الامثلة على ذلك:  
-السخان الكهربائي.  
-ومبردة الهواء التبخيرية المستعملة في المنازل.  
-وكذلك كافة الأجهزة الكهربائية المستعملة في الورش، والمعامل، والمختبرات. 

## استعمال
يَفْصِل هذا القاطع القدرة الكهربائية عن تلك الأجهزة في حال تسرب الشحنة الكهربائية إلى أجسامها الموصلة وبذلك يمنع حدوث الصعقة الكهربائية عند ملامسة الجهاز، علماً أن هذا القاطع يعمل فقط في حالة التيار المتناوب وهو بهذه الحالة يوفر حماية من تيار دائرة القصر ومن تيار الحمل الزائد ومن تيار التسريب، لذا فهو مفيد بل ضروري استعماله، وهو متوفر في السوق بنوعيه ثلاثي الأطوار والطور الواحد، وبمدى تحسس متعدد فهناك الأنواع بتحسس (30 ملي أمبير و100ملي أمبير و300ملي أمبير و500 ملي أمبير) فالقاطع نوع 30 ملي أمبير يتميز بحساسية عالية جدا تليه الحساسية الأقل وهي 100 ملي أمبير وهكذا. القاطع بالحساسية 30 ملي أمبير وهي القيمة المسموح بها طبيًا كحد أعلى عند دخولها الجسم البشري دون أن تسبب ضررا مميتًا أو خطيرًا، وبالنسبة لبقية القواطع ذات الحساسية الأقل فهي أيضا مفيدة لمنع حدوث الصعقة الكهربائية. ومن الضروري استعمال مثل هذه القواطع في كافة الدوائر الكهربائية للأجهزة والمكائن حينما يكون الإنسان في تماس مباشر مع الأجهزة خاصة وأن قسم من التأسيسات الكهربائية لا تحتوي على منظومات تأريض أو وجود منظومات تاريض ولكن معاوقتها مع الأرض كبيرة نسبيًا بحيث لا يمكن أن يفصل قاطع الدورة الاعتيادي عندما يتسرب تيار قليل نسبيا حيث لا يستشعره القاطع الاعتيادي.